# Gremo mi po svoje
Gremo mi po svoje je slovenski komični mladinski film iz leta 2010. Napisal in režiral ga je Miha Hočevar.
Z 208.737 gledalci je drugi najbolj gledan slovenski film po letu 1991. V otvoritvenem vikendu, od petka do nedelje, si je film ogledalo rekordno število ljudi v samostojni Sloveniji, 18.686 obiskovalcev. Konec januarja 2011 je po številu gledalcev presegel Petelinji zajtrk (2007). Po nekaj letih ga je s prestola zrinil Pr' Hostar (2016).

### Zgodba
Aleks in prijatelji iz rodu Zvitega svizca taborijo v Posočju. Med njimi je tudi Jaka, sin ločenega in nezrelega vodje tabora, ki je s sabo pripeljal dekle. Spogledujejo se z dekleti iz športno-umetniškega tabora za dekleta z zdravstvenimi težavami, ki stoji na sosednjem travniku. Aleks, Jaka in Zaspanc se med bivakiranjem izgubijo.

## Financiranje in produkcija
Projekt je ocenjen na 1.432.705 evrov. Podprl ga je Slovenski filmski center (730.000 evrov). Tehnične storitve je nudil FS Viba film (238.880 evrov). Producent je bil Danijel Hočevar iz podjetja Vertigo, koproducent pa RTV Slovenija.
Snemanje je potekalo leta 2009 v Bovcu, na Pokljuki, Kaninu, Zelenici in okolici Ljubljane.

## Odziv kritikov in gledalcev

### Kritiki
Slavko Jerič je napisal, da ima film dobre momente, vendar se preveč zanaša na Jurija Zrneca, mladostnike pa pusti ob strani. Razrešitev zapleta ga je razočarala. Želel si je zgodbo namesto množice prizorov.
Marcel Štefančič jr. je napisal, da film onesnažuje Triglavski narodni park, da Zrnec ne počne ničesar, da so mladi igralci le njegovi priveski in da film moralizira o navadah mladostnikov. Zmotilo ga je tudi, da se namesto reševanja vodjinega sina in razčiščevanja njunega odnosa zgodi antiklimaktična sinova nenadna vrnitev v tabor. Zavrnil je splošno mnenje, da je to film za otroke, saj se ti po njegovem ne morejo poistovetiti s sterilnimi in zastarelimi liki tabornikov. Menil je, da bi bil všeč le likom iz Poletja v školjki. Razgaljeno oprsje starlete Samante Škrjanec je označil za poceni »foro«.
Peter Kolšek je napisal, da ni zgodbe, ampak le zabava v naravi, ter da se vse vrti okoli Zrneca.
Vid Šteh je napisal, da je film slab, da si je gledalce nabral s takrat zelo priljubljenim Zrncem in da so liki tabornikov prazni. Zdelo se mu je, da mu film namesto zgodbe ponuja serijo na silo združenih šaljivih amaterskih video posnetkov. Razgaljeno oprsje Škrjančeve je označil za cenen način zbujanja pozornosti gledalcev.

### Obisk v kinu
Film je videlo 208.737 gledalcev.

## Zasedba
| - Jurij Zrnec: starešina - Jana Zupančič: kuharica Majda, dekle starešine - Tadej Koren Šmid: Aleks - Jure Kreft: Zaspanc - Matevž Štular: Jaka, sin starešine - Gaja Pegan Nahtigal: Maja - Pia Korbar: Karmen | - Žigan Krajnčan: Emil - Uroš Kaurin: vodnik Peter - Luka Cimprič: Vodnik Grega - Ajda Toman: Taborovodkinja - Erik Oprešnik:Janez/Mišica - Teodor Popovič:Pupika - Matej Zemljič: Ptičar Marko |

## Ekipa
- fotografija: Simon Tanšek
- glasba: Mitja Vrhovnik Smrekar
- montaža: Andrija Zafranović, Olga Toni in Jurij Moškon
- scenografija: Miha Ferkov
- kostumografija: Polonca Valentinčič
- maska: Mojca Gorogranc Petrushevska
- zvok: Julij Zornik

## Nagrade
- sedem zlatih rol in ena velika zlata rola za nadpovprečno gledanost (podeljujeta Kolosej in Zveza društev slovenskih filmskih ustvarjalcev)[11]

### Festival slovenskega filma 2010
- vesna za glavno moško vlogo
- nagrada občinstva

## Izdaje na nosilcih
- Gremo mi po svoje. video DVD. Ljubljana : Cinemania group, 2011